# Emil Richter (Schachspieler)
Emil Richter (* 14. Januar 1894 in Prag; † 16. März 1971 ebenda) war ein tschechoslowakischer Schachspieler.
Richter vertrat sein Land bei der inoffiziellen Schacholympiade 1936 in München. Die tschechoslowakische Einzelmeisterschaft konnte er 1948 in Bratislava gewinnen. Im Jahre 1954 wurde ihm der Titel Internationaler Meister (IM) verliehen.
Neben seiner Tätigkeit als Schachspieler komponierte Richter auch zahlreiche Endspielstudien.